# Nelson Martínez (futbolista)
Nelson Alberto Martínez Sevilla (Quito, Ecuador, 25 de octubre de 1991) es un futbolista ecuatoriano.

## Clubes
| Club                     | País    | Año         |
| ------------------------ | ------- | ----------- |
| LDU Quito                | Ecuador | 2010 - 2011 |
| Sociedad Deportiva Aucas | Ecuador | 2011        |
| LDU Quito                | Ecuador | 2012        |
| FC UIDE                  | Ecuador | 2013        |
| UTE                      | Ecuador | 2014 - 2016 |

## Palmarés

### Títulos nacionales
| Título                 | Club      | Año  |
| ---------------------- | --------- | ---- |
| Campeonato Ecuatoriano | LDU Quito | 2010 |